# Immigració al Canadà
La immigració al Canadà és el procés mitjançant el qual les persones emigren al Canadà per residir permanentment al país. Moltes d'aquestes persones, però no totes, es converteixen en ciutadans canadencs. A partir de 1947, la llei d'immigració nacional canadenca va patir nombrosos canvis importants, sobretot amb la Llei d'Immigració (Immigration Act) de 1976, i l'actual Llei d'Immigració i Refugiats del Canadà (Immigration and Refugee Protection Act) de 2002.
Al Canadà hi ha quatre categories d'immigrants: immigrants amb relació familiar (estretament relacionat amb les persones canadencs que viuen al Canadà), els immigrants econòmics (els treballadors qualificats i gent de negocis), altres (persones acceptades com a immigrants per raons humanitàries o de compassió) i els refugiats (persones que fugen de situacions de persecució, tortura o càstig cruel i inusual). Actualment el Canadà és conegut com un país amb una política d'immigració amb una perspectiva àmplia, fet que queda reflectit en la diversitat ètnica del Canadà.

## Diversitat ètnica
Segons el cens de 2001 de l'Statistics Canada, Canadà és un mosaic social compost de 34 grups ètnics amb almenys cent mil membres cada un, dels quals 10 grups tenen més de d'un milió de persones i molts altres representats en quantitats més petites. El 16,2% de la població pertany a minories visibles: entre aquestes, els grups més nombrosos són el sud d'Àsia (4,0% de la població), xinesos (3,9%), negres (2,5%) i filipins (1,1%).
Superant les minories en proporcions visibles hi ha les minories invisibles que, deixant de banda britànics, irlandesos i francesos, encapçalen els alemanys (10,18%), italians (4,63%), ucraïnesos (3,87%), neerlandesos (3,87%) i polonesos (3,15%). Els indis de l'Amèrica del Nord, un grup que pot incloure els migrants d'origen indígena dels Estats Units i Mèxic però que en la seva major part no són considerats immigrants, constitueixen el 4,01% de la població canadenca. Altres orígens de les minories ètniques no són visibles, com els russos (1,60%), noruecs (1,38%), portuguesos (1,32%) i suecs (1,07%).

## Història

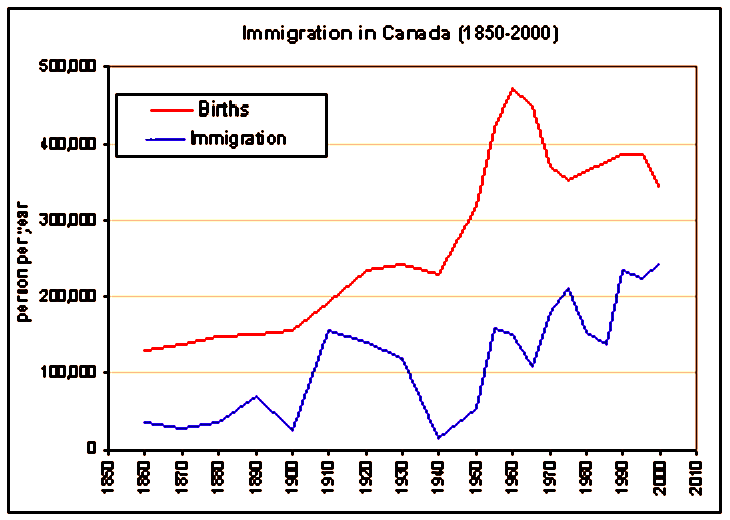
Dades d'immigració i naixements al Canadà des de 1850 fins al 2000.

Després del període inicial de colonització francesa (Nova França) i britànica, es van produir quatre grans onades d'immigració i establiment de persones estrangeres durant gairebé dos segles. La cinquena onada és l'actual focus immigratori del segle XXI.
La primera onada d'immigració important va produir-se al llarg de gairebé dos segles amb l'establiment lent però progressiu de la colònia francesa al Quebec i Acàdia; a més a més, arribà un petit nombre d'empresaris nord-americans i europeus, i personal militar britànic. Aquesta onada va culminar amb l'afluència de britànics lleials que fugien de la Revolució Americana, principalment dels estats de l'Atlàntic, del sud d'Ontario, els cantons de l'est del Quebec, Nova Brunswick i Nova Escòcia. Immigrants de les Terres altes d'Escòcia també es van convertir en propietaris al Canadà durant aquest període.
La segona onada va succeir quan habitants de la Gran Bretanya i Irlanda, entre els quals s'incloïen soldats de l'exèrcit britànic que van servir durant la guerra de 1812, va ser animada per governadors francesos a establir-se al Canadà. Amb la segona onada, la immigració d'irlandesos al Canadà havia anat en augment i va aconseguir el seu punt àlgid quan es va produir la Gran fam irlandesa, des de 1846 fins a 1849, fet que va provocar la immigració de centenars de milers d'irlandesos que van arribar a les costes del Canadà, encara que una part important va dirigir-se als Estats Units, en dècades posteriors.
La tercera onada d'immigració procedí sobretot de l'Europa continental i va assolir al seu punt màxim abans de la Primera Guerra Mundial, entre 1911-1913 (més de 400.000 el 1913). La quarta onada es produí el 1957 que procedien també de l'Europa continental (282.000), el que convertí el Canadà en un país encara més multicultural, amb importants col·lectius de parlants no anglesos o francesos. Per exemple, els canadencs originaris d'Ucraïna representen la major població d'ucraïnesos de fora del seu país i de Rússia. Els períodes de baixa immigració també s'han produït, especialment durant la Primera Guerra Mundial, la Segona Guerra Mundial i la Gran Depressió.
La immigració des de la dècada del 1970 ha estat aclaparadora pel que fa a les minories visibles del món en desenvolupament. En gran manera, aquest fenomen va estar influenciat el 1967, quan la llei d'immigració va ser revisada, normativa que continua sent la política oficial del govern actual. Durant el govern de Mulroney, els nivells d'immigració es van incrementar. A finals de dècada del 1980, la cinquena onada d'immigració ha mantingut el flux d'immigrants (225.000-275.000), amb lleugeres variacions. En l'actualitat, la majoria d'immigrants venen del sud d'Àsia i la Xina, i aquesta tendència s'espera que continuï.

## Immigració escocesa

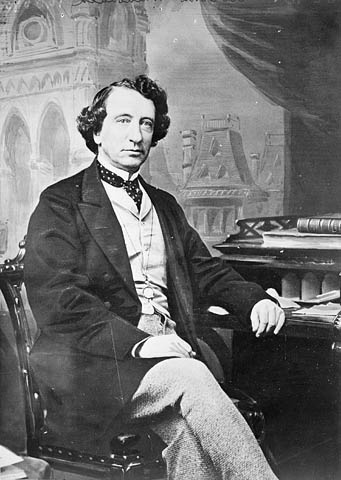
John A Macdonald era d'origen escocès i fou el primer Primer ministre del Canadà

Un dels grups més importants d'immigrants del Canadà foren els escocesos. Gairebé 5 milions de canadencs tenen ascendència escocesa. El primer Primer ministre del Canadà, John Alexander Macdonald, que és àmpliament considerat com el principal pare de la Confederació Canadenca, va ser un escocès de Glasgow. El seu successor, Alexander Mackenzie, també va néixer a Escòcia.
La cultura escocesa està sens dubte fortament lligada a la canadenca. Hi ha més de cinc regiments militars canadencs que comparteixen els noms amb el famós regiment escocès, com la Guàrdia Escocesa Negre (Scottish Black Watch), Gordon Highlanders i el King's Own Scottish Borderers. Els escocesos van ser també nombrosos i destacats entre l'elit de negocis del Quebec. Les províncies de Nova Escòcia, Nova Brunswick, Manitoba i Ontario van ser on la majoria dels escocesos es van establir.

## Immigració il·legal
No hi ha informació fidedigna disponible sobre la immigració il·legal al Canadà. Les estimacions dels immigrants il·legals oscil·len entre 35.000 i 120.000. James Bissett, ex cap del Servei Canadenc d'Immigració, ha suggerit que la manca de qualsevol procés creïble de selecció de refugiats, combinat amb una alta probabilitat de deixar de banda alguna de les ordres de deportació, s'ha traduït en desenes de milers d'ordres d'arrest per la detenció de sol·licitants d'asil rebutjats, amb pocs intents d'aplicar les normes. Un informe de 2008 per l'Auditora General, Sheila Fraser, va recollir que el Canadà ha perdut la pista de fins a 41.000 immigrants il·legals. Es preveu que aquest nombre augmenti de manera dràstica amb l'expiració dels contractes de treball de l'empresari temporal amb permisos expedits el 2007 i 2008, que no s'han renovat en molts casos a causa de l'escassetat de treball a conseqüència de la recessió.